# Barrage de Gayt
Le barrage de Gayt est un barrage en Turquie, sur le cours de la rivière Gayt.

## Sources
- (en) « Gayt Dam », sur Agence gouvernementale turque des travaux hydrauliques (DSİ)